# Detector d'ionització de flama
Un detector d'ionització de flama és un detector que es fa servir en la cromatografia de gasos. És una tècnica que permet separar, detectar i quantificar mescles d'una gran quantitat de compostos mitjançant el temps de retenció i l'àrea dels pics. És un component d'un cromatògraf de gasos, el detector de conductivatat tèrmica n'és l'altre component major.
És un dels detectors més utilitzats i versàtils. Bàsicament és un cremador d'hidrogen/oxigen, on es barreja l'efluent de la columna (gas portador inert i anàlit) amb hidrogen. S'encèn aquesta mescla amb una espurna elèctrica i això produeix una flama d'alta temperatura. La majoria de compostos orgànics al sotmetre's a altes temperatures pirolitzen i es produeixen ions i electrons, que són conductors elèctrics. Aquest fet s'aprofita per establir una diferència de potencial d'uns centenars de volts entre la part inferior del cremador i un elèctrode col·lector situat per sobre de la flama. El corrent generada és baixa (de l'ordre dels 10-12 ampere), per tant ha de ser amplificada mitjançant un amplificador d'alta impedància.
El procés de ionització en la flama és complex, però es pot aproximar el nombre d'ions produïts al nombre d'àtoms de carboni transformats en la flama. Això fa que el detector sigui sensible a la massa (al nombre d'àtoms de carboni que surten de la columna) més que a la concentració, per tant no l'afecten massa els canvis en el flux de sortida.
Hi ha alguns grups funcionals que no responen a aquest detector, com el carbonil, alcohol, halogen o amina, i tampoc hi responen els gasos no inflamables com el CO₂, SO₂, vapor d'aigua i òxids de nitrogen. Aquest fet, més de limitar l'àmbit d'aplicació d'aquest detector, permet l'anàlisi de mostres contaminades amb algun dels compostos esmentats.
Aquest procediment té una alta alta sensibilitat, l'ordre de 10-13 g/s i un ampli interval lineal de resposta, 107 unitats. Té una elevada relació senyal/soroll. És fàcil de fabricar i de mantenir. Només permet proves destructives, com que la mostra és pirolitza.